# Cuzamá (kommun i Mexiko)
Cuzamá är en kommun i Mexiko.   Den ligger i delstaten Yucatán, i den östra delen av landet, 1 000 km öster om huvudstaden Mexico City. Antalet invånare är 4 967. Arean är 151 kvadratkilometer.
Terrängen i Cuzamá är mycket platt.
Följande samhällen finns i Cuzamá:
- Cuzamá
- Eknakan